# Justin Alavaill
Justin, Joseph, François Alavaill, né le 4 mai 1847 à Céret (Pyrénées-Orientales) et mort le 22 avril 1903 à Marseille (Bouches-du-Rhône), est un journaliste et homme politique français.

## Biographie
Justin Alavaill est le cinquième et dernier enfant de Paul Alavaill, avoué à Céret, et Élisabeth Carrière. Tous deux sont originaires de Céret.
Issu d'une famille républicaine, il participe très jeune à des manifestations et réunions publiques contre le Second Empire. Opposé à l'entrée en guerre contre la Prusse, il est néanmoins mobilisé et se distingue au combat, parvenant au grade de sous-lieutenant. Fait prisonnier par l'ennemi, il s'évade et se réfugie dans les Pyrénées-Orientales, sa région d'origine. Il participe à la Commune du côté des communards, il échappe à la répression et se réfugie une fois de plus dans sa région.
En 1876, il fonde avec son frère Élie Alavaill Le Républicain des Pyrénées-Orientales, journal radical-socialiste inspiré des idées de la Commune. Poursuivis par Mac Mahon à la suite du « Coup du 16 mai » 1877, les frères Alavaill se réfugient à Barcelone, leur journal cessant de paraître. Les deux frères sont arrêtés. Alors qu'Élie se réfugie au Portugal, Justin, après plusieurs semaines de détention, s'exile en Suisse. Afin de ne pas être déclaré insoumis, il rentre en France, est de nouveau arrêté, incarcéré, puis bénéficie de l'amnistie décrétée à l'occasion de l'Exposition universelle de 1878.
En 1879, il lance un journal anticlérical humoristique, La Farandole puis l'arrête pour relancer Le Républicain en 1880. Avec son frère Élie, il milite pour la création de canaux d'arrosage sur les vallées des trois fleuves du département : l'Agly, du Tech et la Têt.
Justin Alavaill se marie en 1882 avec Irma Salamo (1856-1899). Émile Brousse est un de ses témoins. Il aura avec elle deux enfants, Alice (morte en bas âge) et Augustin.

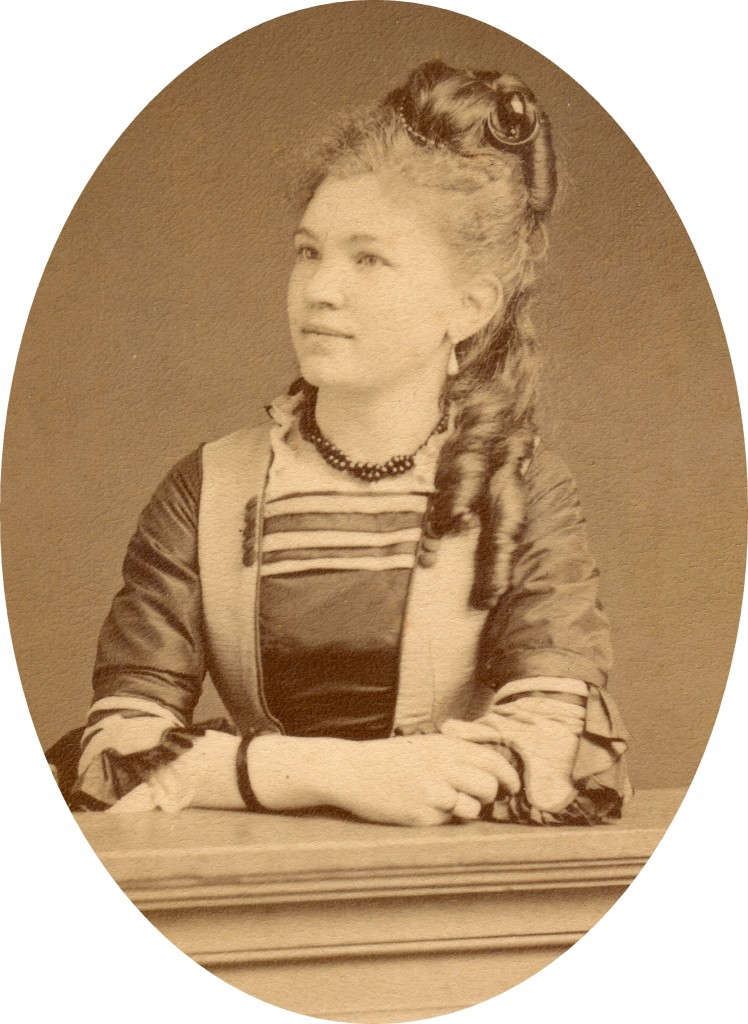
Irma Salamo vers 1875.

En 1885, il s'installe à Paris, où il travaille pour différents journaux de gauche, dont le National dont il devient rédacteur en chef. Il revient à Perpignan en 1889, reprend Le Républicain. En 1895, il est cofondateur de la Fédération socialiste des Pyrénées-Orientales.
Battu à plusieurs élections, il part s'installer, en 1899 sur la Côte française des Somalis, avec son fils Augustin et son épouse. Cette dernière y meurt le 8 février 1899. Justin Alavaill rejoint là-bas une petite colonie de roussillonnais et prend la direction d'un journal local, Djibouti, propriété d'un des associés d'Edmond Bartissol.
Atteint d'une grave maladie, il sent sa fin venir et décide de rentrer au pays. Il meurt à Marseille lors de ce voyage de retour.
Franc-maçon, Justin Alavaill a fait partie à Perpignan de la loge Les Amis de la Parfaite Union du Grand Orient de France, au sein de laquelle se trouvaient également Émile Brousse, Frédéric Escanyé et Emmanuel Arago.

### Ouvrages
Justin Alavaill, Réservoirs et canaux d'arrosage à construire dans les vallées de l'Agly, de la Tet et du Tech : étude préparatoire, Perpignan, Impr. P. Rondony, 1883